# Death of Superman
The Death of Superman (en español La Muerte de Superman) es una película animada de superhéroes de 2018 perteneciente al universo de Películas animadas originales del Universo DC. Dirigida por Jake Castorena y Sam Liu, esta es una nueva adaptación del cómic basado en el mismo arco argumental, y una versión de la película de 2007, La muerte de Superman.
El filme se dividió en dos partes, The Death of Superman salió en el año 2018 en Blu-ray, DVD y formato digital, la segunda parte, titulada The Reign of Superman se estrenó durante el 2019.

## Anuncio
El anuncio llegó durante la premier mundial de Batman y Harley Quinn en el marco de la San Diego Comic-Con.

## Sinopsis
Una bestia imparable, de origen desconocido llega a la tierra para destruir todo a su paso, acabando con cualquier forma de vida, la Liga de la Justicia trata de controlar al ahora llamado Doomsday, pero ni ellos son rivales para tan feroz monstruo, quien los derrota uno por uno. Solo Superman, el ser más poderoso de la tierra, es capaz de hacerle frente, provocando una batalla catastrófica, en la cual, la única manera en que termine es que alguno de los dos muera.

## Argumento
Superman se ha convertido en un héroe para los ciudadanos de Metrópolis y para el mundo, mientras enfurece al multimillonario y súper villano Lex Luthor, quien considera al héroe una amenaza para su ciudad. Un intento de secuestrar al alcalde de parte de Intergang armada con tecnología de Apokolips, incluida una Caja Madre, es frustrada por Superman; él y la Liga de la Justicia envía los dispositivos recuperados a S.T.A.R. Labs para su análisis. En una entrevista con la reportera Lois Lane del Daily Planet, Superman presenta el cohete que lo trajo a la Tierra desde Krypton y su matriz de nacimiento, que contiene la tecnología de ADN de Krypton al mundo. Lois esta en una relación con su compañero Clark Kent quien, sin saberlo ella, es el alter ego de Superman. A pesar de conocer a sus padres Jonathan y Martha Kent, Lois sigue preocupada por Clark, debido a su renuencia a revelar su pasado, cosa que hace que Lois reconsidere su relación.
En los laboratorios S.T.A.R., Silas Stone y el Dr. John Henry Irons determinan que los dispositivos de Intergang contienen elementos de Apokolips y de la Tierra, lo que deja solo a un sospechoso con los medios para sintetizar la tecnología: Lex Luthor. Superman se enfrenta a Luthor, confinado a arresto domiciliario, quien niega cualquier participación. Mientras tanto, el admirador de Superman y el capitán Hank Henshaw, encabeza un equipo de astronautas a bordo del transbordador espacial Excalibur cuando un Boom Tube envía un meteorito hacia el transbordador. Mientras Henshaw espera el rescate de Superman, la lanzadera se destruye, dejando el cuerpo de Henshaw sin detectar. El meteorito se estrella contra el fondo del Océano Atlántico, controlado por las instalaciones subterráneas de investigación de Luthor. Luthor escapa de su arresto domiciliario usando un señuelo y envía un equipo de exploración profunda al lugar del accidente. En el lugar se encuentran con los atlantes, y ambos grupos son destruidos por un monstruoso humanoide que emerge de entre los restos.
El monstruo llega a la costa de los Estados Unidos y asesina a dos campistas, y a un oso pardo antes de atacar a la policía. La Liga de la Justicia llega y es brutalmente derrotada, pero la telepatía del Detective Marciano revela que la criatura es un arma viva diseñada para aniquilar civilizaciones enteras. Mientras el monstruo se dirige a Metrópolis, Batman señala que su única esperanza es el Hombre de Acero. Mientras tanto, Clark y Lois se reúnen para almorzar en un restaurante propiedad del fanático de Superman, Bibbo Bibbowski, donde Clark finalmente se revela como Superman ante una sorprendida Lois. Los dos resuelven sus diferencias, y Clark recibe la llamada de socorro de la Liga. Llega justo a tiempo para salvar a Wonder Woman de la criatura enloquecida.
Lois, reportando en vivo desde un helicóptero con su camarógrafo Jimmy Olsen, llama al monstruo "Doomsday" mientras su lucha con Superman avanza por Metrópolis y llega al Salón de la Justicia. En un traje acorazado, Luthor, ser une a la lucha contra Doomsday, con el objetivo de convertirse en el "verdadero salvador" de Metrópolis, pero es incapacitado y salvado por Superman. Al darse cuenta del costo que la batalla ha tenido en Superman, Lois intenta sacrificarse a Doomsday para obligar a Clark a usar fuerza letal. Mientras el monstruo se prepara para matar a Lois, Superman se lanza a sí mismo contra Doomsday: rompe el cuello del villano, pero en ese momento es apuñalado y muere en los brazos de Lois.
Jimmy transmite la muerte de Superman en todo el mundo mientras el mundo se lamenta. Después de un funeral de estado para el Hombre de Acero caído, los Kents le dan la bienvenida a Lois a su familia. Jimmy lleva a Lois al mausoleo de Superman, donde encuentra abierto su ataúd y son testigos de una figura que se parece a Superman volando. En S.T.A.R. Labs, un exonerado Luthor intenta obtener la custodia del cadáver de Doomsday para el Proyecto Cadmus, antes de que el cohete de Superman se inicie y se vaya.
Se introducen cuatro figuras misteriosas durante los créditos finales: Primero, como numerosos clones fallidos de Superman se destruyen en Cadmus, el único prototipo sobreviviente se escapa. Segundo, Dr. Irons forja el símbolo de Superman en una armadura. Tercero, una figura parecida a Superman observa mientras el cohete de Superman se entierra debajo del Polo Norte y crea una vasta estructura cristalina. Por último, muy por encima de la Tierra, llega un cyborg parecido a Superman.

## Reparto
- Jason O'Mara como Bruce Wayne/Batman.[2]
- Roger Cross como John Stewart/Green Lantern.
- Jerry O'Connell como Clark Kent / Superman.
- Rosario Dawson como Diana Prince / Wonder Woman.
- Matt Lanter como Aquaman.
- Rainn Wilson como Lex Luthor.
- Shemar Moore como Cyborg.
- Christopher Gorham como Flash.
- Patrick Fabian como Hank Henshaw.
- Rocky Carroll como Silas Stone.